# Benjamin Peled

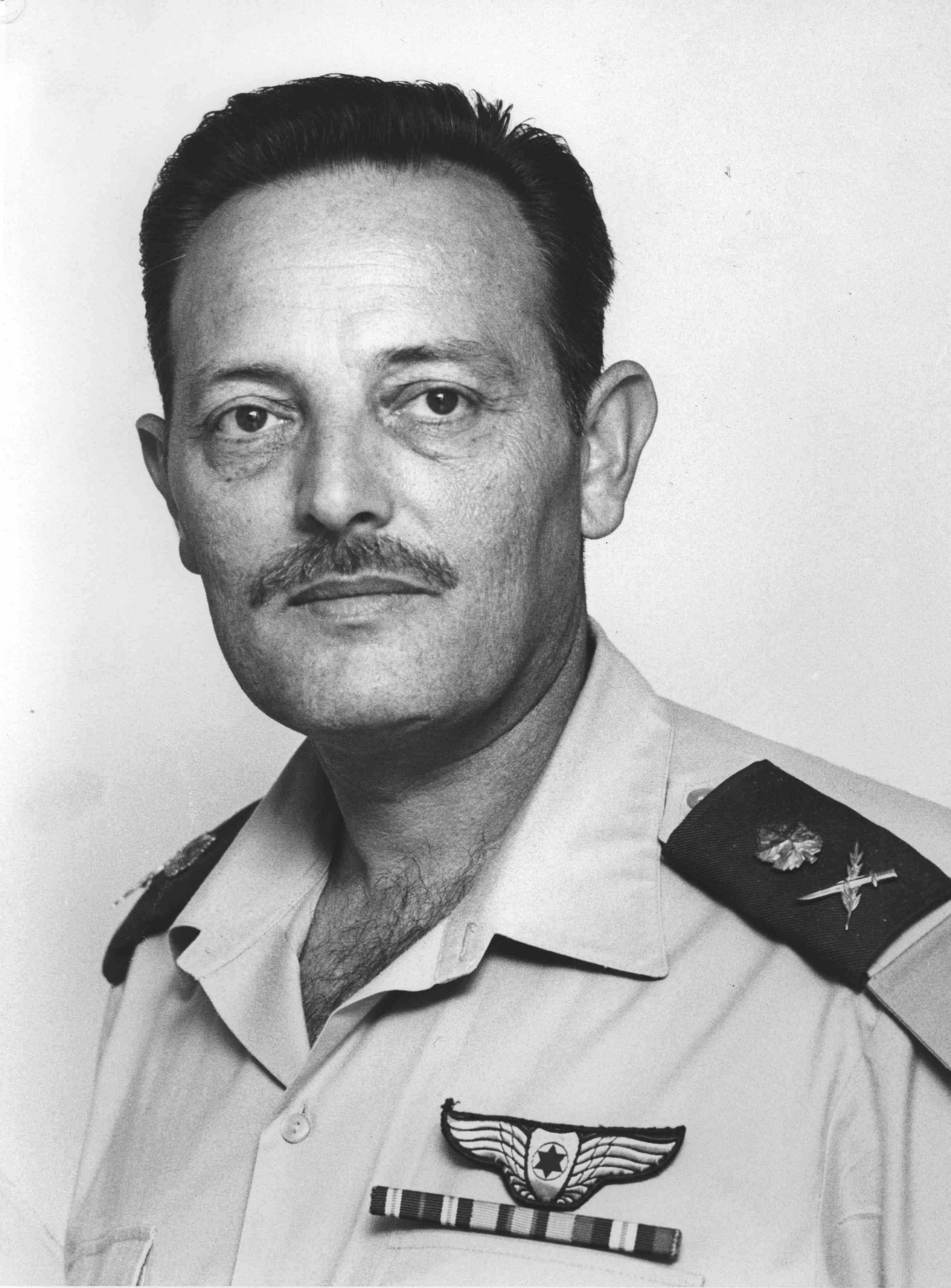
Benjamin Peled als Kommandeur der IAF in den 1970er-Jahren

Benjamin „Benny“ Peled (* 1928 in Tel Aviv als Binyamin Weidenfeld; † 13. Juli 2002 in Ramat haScharon) war ein israelischer Kampfpilot und später der achte Kommandeur der Israelischen Luftwaffe (IAF).

## Leben
Peled begann seine Laufbahn 1946 in der jüdischen Siedlerpolizei im britischen Mandatsgebiet für Palästina. Ab 1947 begann er ein Ingenieurstudium, welches er jedoch zugunsten seiner Armeekarriere abbrach. Er diente als Flugzeugmechaniker in der Luftwaffe, ehe er 1948 eine fliegerische Ausbildung absolvierte. Danach folgte ein Kampfeinsatz als Pilot des 1st Combat Squadron im Palästinakrieg. In den Jahren 1952 und 1954 wurde er in Großbritannien und Frankreich als Pilot für die Führung von Düsenjets wie der Gloster Meteor ausgebildet. Danach wurde er Staffelkommandeur eines solchen Kampfjetverbandes. Während der Sueskrise wurde sein Flugzeug abgeschossen, jedoch konnte Peled sich mit dem Schleudersitz retten und wurde später von einem israelischen Flugzeug gerettet. Danach studierte er bis 1962 Luftfahrt.
Während der 1960er Jahre war er als Chef der Trainingsabteilung der IAF und Stützpunktskommandeur eingesetzt. 1969 wechselte er kurzzeitig in der Firmenleitung der Israel Aerospace Industries. Im Mai 1973 übernahm er im Rang eines Aluf (Generalmajor) die Führung der IAF. Diese Rolle hatte er auch während des Jom-Kippur-Krieges inne. Peled übte seine Tätigkeit bis Oktober 1977 aus, ehe er von David Ivry abgelöst wurde.
Danach war er von 1978 bis 1985 Geschäftsführer von Elbit Systems. Peled starb 2002 im Alter von 74 Jahren.